# Siemakowce (hromada Horodenka)
Siemakowce (ukr. Семаківці, Semakiwci) – wieś na Ukrainie, w obwodzie iwanofrankiwskim, w rejonie horodeńskim. W 2024 roku liczyła 1078 mieszkańców.
Wieś została założona w 1496 roku. W II Rzeczypospolitej była siedzibą gminy wiejskiej Siemakowce w powiecie horodeńskim województwa stanisławowskiego.

## Urodzeni
- Mikołaj Czarnecki – ukraiński duchowny greckokatolicki, błogosławiony Kościoła katolickiego, redemptorysta, profesor filozofii i teologii dogmatycznej, biskup tytularny Lebedus.
- Józef Dobek Dzierzkowski – polski polityk, adwokat.
- Wacław Dominik (1943–2013) – polski dziennikarz, publicysta, pisarz